# Risoluzione 187 del Consiglio di sicurezza delle Nazioni Unite
La risoluzione 187 del Consiglio di sicurezza delle Nazioni Unite, è stata adottata all'unanimità il 13 marzo 1964. Il Consiglio, dopo aver ascoltato i rappresentanti di Cipro, Grecia e Turchia ed essendo profondamente preoccupato per lo sviluppo nell'area, ha preso atto con parole rassicuranti del Segretario generale che le forze in procinto di diventare la forza di mantenimento della pace a Cipro erano al momento in strada in loco.
Il Consiglio ha riaffermato la sua richiesta a tutti gli Stati membri di conformarsi ai loro obblighi ai sensi della Carta e ha chiesto al Segretario generale di proseguire i suoi sforzi.